# Principado Zacárida da Armênia
O termo Armênia (português brasileiro) ou Arménia (português europeu) Zacárida (em armênio: Զաքարյան Հայաստան) é usado para descrever os territórios da Armênia dados à dinastia feudal dos zacáridas/mecargrézidas por Tamara, a monarca do Reino da Geórgia.

## História
Após o colapso da Dinastia dos Bagrátidas da Armênia, o país foi sucessivamente ocupado pelos bizantinos, seljúcidas e outros estados muçulmanos.
Durante o século XII os Bagrátidas da Geórgia aproveitaram o ressurgimento no poder, e expandiram seus domínios para a área armênia ocupada pelos muçulmanos. Apesar de muitas complicações no reinado de Jorge III, o sucesso voltou no reinado da rainha Tamara. Isso foi sobretudo graças ao generais zacáridas Zacare e Ivane. Por volta do ano 1199, eles tomaram a cidade de Ani, e em 1201, a grata rainha Tamar deu Ani a eles como um feudo. Estes territórios coincidiam com a Armênia Bagrátida.
Entretanto, quando os mongóis atacaram Ani em 1236, os Bagrátidas tiveram uma atitude amigável com os Zacáridas. Eles confirmaram Shanshe em seu feudo, e adicionaram o feudo de Avag, filho de Ivane. Mais tarde, em 1243, eles pegaram Aquelate da princesa T’amt’a, filha de Ivane.